# U-404
U-404 – niemiecki okręt podwodny (U-Boot) typu VII C z okresu II wojny światowej. Okręt wszedł do służby w 1941 roku. Kolejnymi dowódcami byli: KrvKpt. Otto von Bülow, Oblt. Adolf Schönberg.

## Historia
Okręt włączony do 6. Flotylli U-Bootów w ramach szkolenia; od 1 stycznia 1942 roku jednostka bojowa.
U-404 odbył 7 patroli bojowych, podczas których zatopił 14 statków o łącznej pojemności 71.450 BRT, jeden okręt – niszczyciel HMS „Veteran” (1120 t), dodatkowo uszkodził dwie jednostki (łącznie 16.689 BRT).
U-404 został zatopiony 28 lipca 1943 roku w Zatoce Biskajskiej bombami głębinowymi brytyjskiego i dwóch amerykańskich Liberatorów. Zginęła cała 51-osobowa załoga U-Boota; dwa z atakujących samolotów zostały uszkodzone.